# كارل أستروم
كارل أستروم (بالسويدية: Karl-Erik Åström)‏ هو متزحلق سويدي، ولد في 18 أبريل 1924 في السويد.

## وصلات خارجية
- كارل أستروم على موقع الاتحاد الدولي للتزلج (التزلج الريفي) (الإنجليزية)
- كارل أستروم على موقع اللجنة الأولمبية السويدية (السويدية)